# Flight 666 (álbum)
Flight 666 es el décimo álbum en directo de la banda británica de heavy metal Iron Maiden, que forma parte de la banda sonora de la gira musical Somewhere Back In Time World Tour; su lanzamiento coincidió con el lanzamiento del documental homónimo de la banda.

## Lista de canciones
| N.º | Título                        | Lugar                                                                   | Duración |  |
| 1.  | «Churchill's speech»          | Bombay India Bandra-Kurla Complex; el 1 de febrero de 2008              | 0:43     |  |
| 2.  | «Aces High»                   | Bombay India Bandra-Kurla Complex; el 1 de febrero de 2008              | 4:49     |  |
| 3.  | «2 Minutes to Midnight»       | Melbourne Australia Rod Laver Arena; el 7 de febrero de 2008            | 5:57     |  |
| 4.  | «Revelations»                 | Sídney Australia Acer Arena; el 9 de febrero de 2008                    | 6:28     |  |
| 5.  | «The Trooper»                 | Tokio Japón Makuhari Messe; el 16 de febrero de 2008                    | 4:01     |  |
| 6.  | «Wasted Years»                | Monterrey México Arena Monterrey; el 22 de febrero de 2008              | 5:07     |  |
| 7.  | «The Number of the Beast»     | Los Ángeles Estados Unidos The Forum; el 19 de febrero de 2008          | 5:07     |  |
| 8.  | «Can I Play with Madness»     | México, D. F. México Foro Sol; el 24 de febrero de 2008                 | 3:36     |  |
| 9.  | «Rime of the Ancient Mariner» | Nueva Jersey Estados Unidos Izod Center; el 14 de marzo de 2008         | 13:41    |  |
| 10. | «Powerslave»                  | San José Costa Rica Estadio Ricardo Saprissa; el 26 de febrero de 2008  | 7:28     |  |
| 11. | «Heaven Can Wait»             | São Paulo Brasil Estadio Palestra Itália, el 2 de marzo de 2008         | 7:35     |  |
| 12. | «Run to the Hills»            | Bogotá Colombia Parque Simón Bolívar; el 28 de febrero de 2008          | 3:59     |  |
| 13. | «Fear of the Dark»            | Buenos Aires Argentina Estadio Ferrocarril Oeste; el 7 de marzo de 2008 | 7:32     |  |
| 14. | «Iron Maiden»                 | Santiago Chile Pista Atlética; el 9 de marzo de 2008                    | 5:26     |  |
| 15. | «Moonchild»                   | San Juan Puerto Rico Coliseo de Puerto Rico; el 12 de marzo de 2008     | 7:29     |  |
| 16. | «The Clairvoyant»             | Curitiba Brasil Pedreira Paulo Leminski; el 4 de marzo de 2008          | 4:38     |  |
| 17. | «Hallowed Be Thy Name»        | Toronto Canadá Aeropuerto Toronto City Centre; el 16 de marzo de 2008   | 7:52     |  |

## Integrantes
- Bruce Dickinson - voz
- Dave Murray - guitarra
- Adrian Smith - guitarra
- Janick Gers - guitarra
- Steve Harris - bajo
- Nicko McBrain - batería